# Z krwi i kości

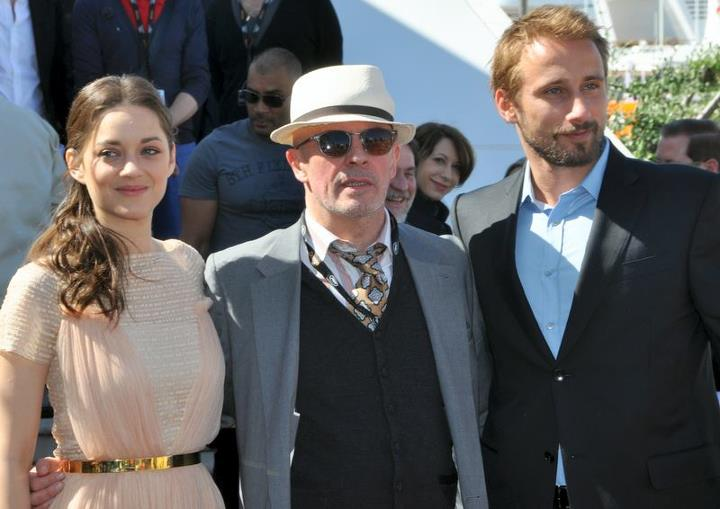
Twórcy filmu: aktorka Marion Cotillard (pierwsza od lewej), reżyser Jacques Audiard i aktor Matthias Schoenaerts (po prawej), podczas premiery filmu na 65. MFF w Cannes

Z krwi i kości (fr. De rouille et d'os) – francusko-belgijski melodramat z 2012 roku w reżyserii Jacques’a Audiarda. Adaptacja krótkich opowiadań autorstwa Craiga Davidsona.
Zdjęcia kręcono na południu Francji (Antibes, Cannes, Villeneuve-Loubet) oraz w Belgii (Bruksela, Liège, Spa).
Światowa premiera filmu miała miejsce 17 maja 2012 roku podczas 65. MFF w Cannes, w ramach którego obraz brał udział w konkursie głównym. Po seansie twórcy filmu otrzymali dziesięciominutową owację na stojąco. W Polsce film dystrybuowany był jedynie na płytach DVD.

## Fabuła
Ali po kilku latach rozłąki musi zaopiekować się synem Samem. Obaj zatrzymują się u siostry mężczyzny, Anny. Ali najmuje się jako ochroniarz w nocnym klubie. To tutaj poznaje Stéphanie, trenerkę orek z parku wodnego. Podczas jednego z występów kobietę przygniata orka, w wyniku czego traci ona obie nogi. Kobieta popada w głęboką depresję, jednak znajomość pary rozwija się coraz bardziej.

## Obsada
- Marion Cotillard jako Stéphanie
- Matthias Schoenaerts jako Ali
- Armand Verdure jako Sam
- Corinne Masiero jako Anna
- Céline Sallette jako Louise
- Bouli Lanners jako Martial
- Mourad Frarema jako Foued
- Jean-Michel Correia jako Richard
- Yannick Choirat jako Simon

i inni

## Nagrody i nominacje
65. Międzynarodowy Festiwal Filmowy w Cannes
- nominacja: Złota Palma − Jacques Audiard

66. ceremonia wręczenia nagród Brytyjskiej Akademii Filmowej
- nominacja: najlepszy film nieanglojęzyczny − Jacques Audiard
- nominacja: najlepsza aktorka w roli pierwszoplanowej − Marion Cotillard

57. ceremonia wręczenia nagród David di Donatello
- nominacja: najlepszy film europejski − Jacques Audiard

70. ceremonia wręczenia Złotych Globów
- nominacja: najlepszy film nieanglojęzyczny
- nominacja: najlepsza aktorka w filmie dramatycznym − Marion Cotillard

27. ceremonia wręczenia Independent Spirit Awards
- nominacja: najlepszy film zagraniczny − Jacques Audiard

27. ceremonia wręczenia nagród Goya
- nominacja: najlepszy film europejski − Jacques Audiard

19. ceremonia wręczenia nagród Gildii Aktorów Ekranowych
- nominacja: wybitny występ aktorki w roli pierwszoplanowej − Marion Cotillard

38. ceremonia wręczenia Cezarów
- nagroda: najlepszy scenariusz adaptowany − Jacques Audiard i Thomas Bidegain
- nagroda: najlepsza muzyka − Alexandre Desplat
- nagroda: najlepszy montaż − Juliette Welfling
- nagroda: nadzieja kina (aktor) – Matthias Schoenaerts
- nominacja: najlepszy film − Pascal Caucheteux, Grégoire Sorlat i Jacques Audiard
- nominacja: najlepszy reżyser − Jacques Audiard
- nominacja: najlepsza aktorka − Marion Cotillard
- nominacja: najlepsze zdjęcia − Stéphane Fontaine
- nominacja: najlepszy dźwięk − Brigitte Taillandier, Pascal Villard i Jean-Paul Hurier